# Fuchiba aquilonia
Espèce
Fuchiba aquilonia est une espèce d'araignées aranéomorphes de la famille des Trachelidae.

## Distribution
Cette espèce se rencontre en Afrique du Sud, au Botswana et au Mozambique.

## Description
Les mâles mesurent de 2,43 à 3,50 mm et les femelles de 2,70 à 4,08 mm.

## Publication originale
- Haddad & Lyle, 2008 : Three new genera of tracheline sac spiders from southern Africa (Araneae: Corinnidae). African Invertebrates, vol. 49, no 2, p. 37-76.